# Paul Zachary Myers

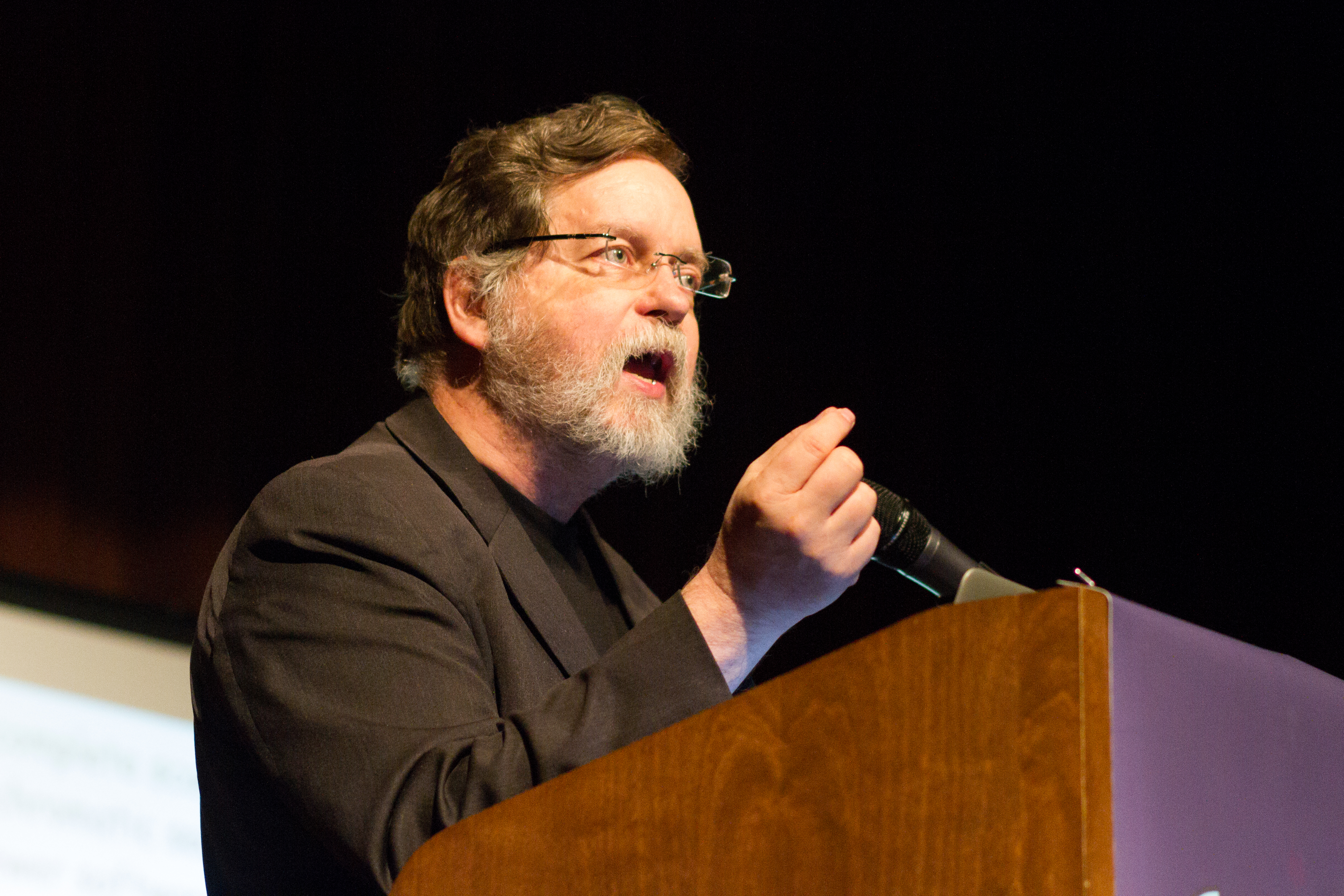
PZ Myers bei einem Vortrag auf der Skepticon 2014.

Paul Zachary „PZ“ Myers (* 9. März 1957 in Kent, Washington) ist ein US-amerikanischer Biologe. Er lehrt als Professor an der University of Minnesota in Morris. 
Myers arbeitet auf dem Feld der evolutionären Entwicklungsbiologie mit einem besonderen Schwerpunkt auf der Erforschung von Zebrabärblingen. Er ist ein bekannter Kritiker des Konzeptes der von christlichen Fundamentalisten entwickelten Pseudowissenschaft Intelligent Design (ID) und des Kreationismus und beteiligt sich aktiv an der Debatte, welche in den USA um die Schöpfungsgeschichten der Bibel in den Schulen stattfindet. Er bezeichnet sich selbst als „gottlosen Liberalen“ und als Atheist ist er ein starker Skeptiker bezüglich aller Formen von Religion, Aberglauben, Spiritualität und Pseudowissenschaft.

## Leben

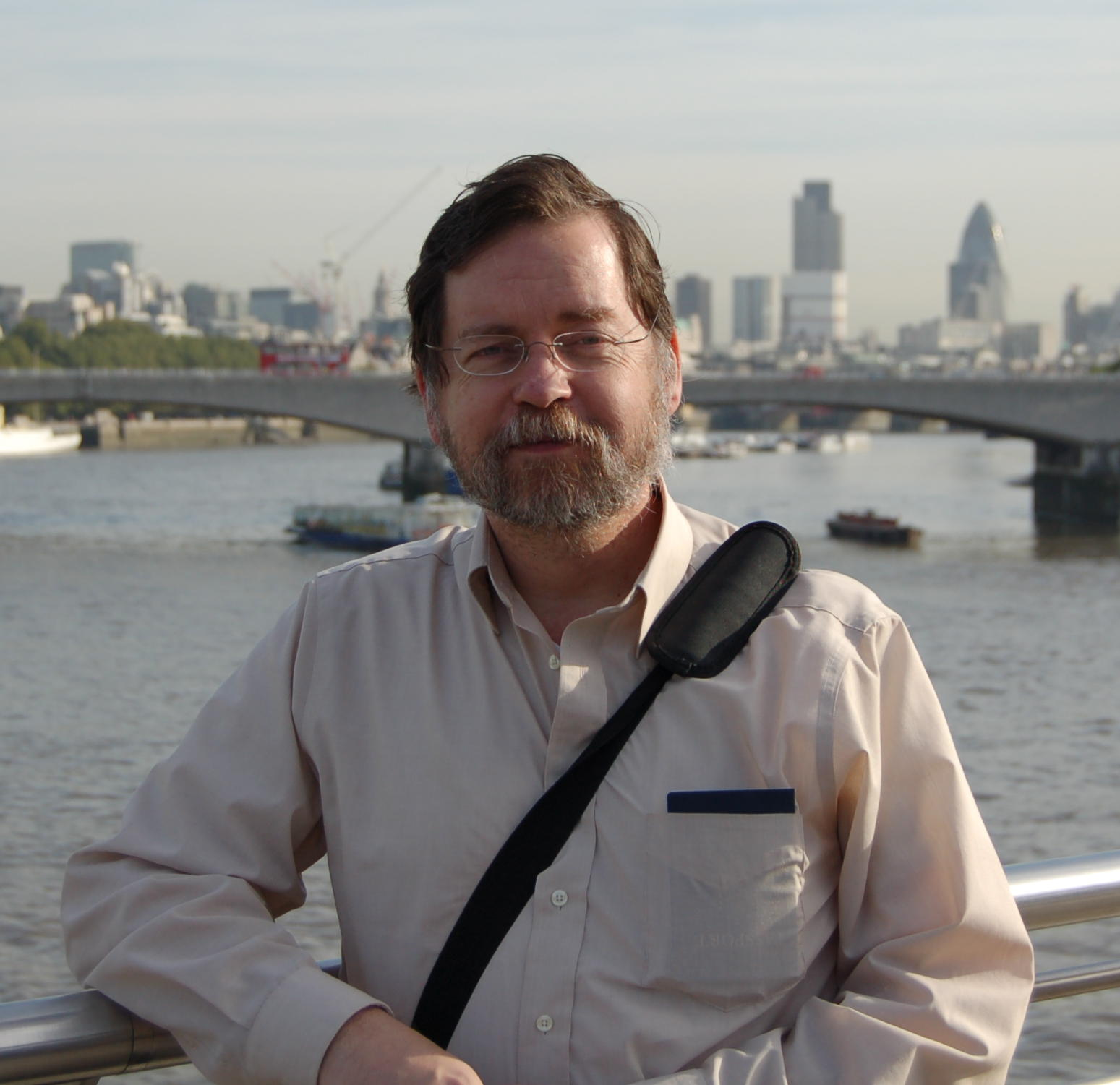
PZ Myers im Oktober 2006

Myers wurde am 9. März 1957 als das älteste von sechs Kindern geboren. Er berichtet, dass er bereits seit seiner Kindheit von Wissenschaft fasziniert gewesen sei und während des Fischens mit seinem Vater ein spezielles Interesse für Zoologie und Meeresbiologie entwickelt habe.
Myers wurde christlich erzogen, jedoch änderte er seine Gesinnung schon vor seiner Konfirmation: „Ich begann nachzudenken und merkte, dass ich kein Wort davon glaubte“. Nach eigenen Aussagen hat er keine schlechte Erinnerung an seine Erziehung.
1975 immatrikulierte sich Myers an der DePauw Universität in Indiana (USA) und erhielt ein volles Stipendium. Jedoch brach er sein Studium ab, da sein Vater einen Herzinfarkt erlitt. Danach schrieb er sich an der University of Washington ein und erhielt 1979 einen Bachelor of Science in Ozeanographie. Dann begann er sich für evolutionäre Entwicklungsbiologie zu interessieren und erhielt den Doktorgrad in Biologie von der University of Oregon.
Nach seiner Doktorarbeit war er an der University of Oregon, der University of Utah und der Temple University tätig und lehrt derzeit als Professor an der University of Minnesota in Morris (Minnesota).
Myers ist seit über 30 Jahren verheiratet.

## Engagement gegen Kreationismus und Intelligent Design
Myers war bereits früh im Internet tätig, engagierte sich in Anwendergruppen, Websites und Usenetgruppen wie talk.origins und entwickelte ein spezielles Interesse in der Debatte um die wachsende kreationistische Bewegung in den USA. Er war ein Gründungsmitglied des The Panda’s Thumb und schaltete im Juni 2002 unter Pharyngula.org seine Website, benannt nach einem Fachbegriff aus der Biologie (eine embryonale Entwicklungsstufe), mit einem eigenen Blog auf.
Sein Blog wurde ein großer Erfolg, ihm wurde 2005 der Koufax Award für den besten Blog eines Experten verliehen und die Fachzeitschrift Nature bezeichnet „Pharyngula“ als den populärsten Wissenschafts-Blog, gemessen an den durch Technorati erfassten Leserzahlen.
In seinem Blog kritisiert Myers häufig das Discovery Institute, Answers in Genesis und andere kreationistische Webseiten sowie die Intelligent-Design-Bewegung; er erläuterte vielfach, warum ihre Behauptungen pseudowissenschaftlich seien.

## Kontroverse
Im Juli 2008 löste Myers eine Kontroverse aus, als er eine Hostie mit einem rostigen Nagel durchbohrte, sie zusammen mit Kaffeesatz, Bananenschalen und Seiten aus dem Koran und Dawkins Der Gotteswahn in den Müll warf, und dies auf seinem Blog dokumentierte.

## Auszeichnungen (Auswahl)
- 2005 Koufax Award für den besten Blog eines Wissenschaftlers
- 2009 wurde er von der American Humanist Association als „Humanist des Jahres“ ausgezeichnet.